# Capriccio (Stravinskij)
Il Capriccio per pianoforte e orchestra è una composizione di Igor' Fëdorovič Stravinskij del 1929 e fa parte del suo periodo neoclassico. È una delle opere più conosciute e popolari del musicista russo.

## Storia
Negli anni tra il 1924 e il 1928, Stravinskij ricevette moltissime richieste per suonare il suo Concerto per pianoforte e fiati; decise allora di scrivere un'altra composizione per pianoforte ma dal carattere più libero e fantasioso; compose allora il Capriccio per pianoforte e orchestra chiamandolo così perché, come egli stesso dice, era in sintonia con il carattere della  musica. Stravinskij si rifece infatti alla definizione di "capriccio" che ne diede nel XVII secolo il musicologo Michael Praetorius che lo intendeva come una sorta di fantasia di brani di vario genere che si susseguivano in modo capriccioso. Il musicista iniziò a comporlo a Nizza nei primi mesi del 1929 terminandolo il 9 novembre; lo eseguì egli stesso per la prima volta il 6 dicembre di quell'anno con l'Orchestre Symphonique de Paris diretta da Ernest Ansermet alla Salle Pleyel. Stravinskij corresse nel 1949 alcune mancanze della partitura che fu pubblicata nella nuova versione nel 1952. Sfortunatamente anche in questa nuova versione si trovano degli errori, in particolare su cambiamenti di ritmo. 

## Analisi
Il Capriccio si divide in tre parti distinte secondo la classica articolazione in tre tempi del concerto di stampo ottocentesco e si può ben considerare come il corrispondente brillante ed estroverso del vigoroso Concerto per pianoforte e fiati. La fonte di ispirazione di quest'opera è Carl Maria von Weber come ammesso esplicitamente da Stravinskij stesso; in effetti la serenità, la fantasia e il grande dinamismo ci riportano alle opere pianistiche del compositore tedesco, anche se, come sempre, il tutto viene rivisitato e personalizzato dalla grande capacità di Stravinskij di far proprio in modo ineguagliabile ogni riferimento ad altri musicisti. Il primo movimento è un Presto in Sol minore che annuncia già con chiarezza la caratteristica di grande virtuosismo dell'opera. Segue un Andante rapsodico più lento dove le melodie espresse dall'orchestra dialogano con le figure rapsodiche proposte dal pianoforte. L'Allegro capriccioso finale, dinamico ed ironico, conclude con eleganza questa particolarissima partitura.

## Organico
Pianoforte solista, tre flauti, tre oboi, tre clarinetti, due fagotti, quattro corni, tre trombe, due tromboni, basso tuba, archi.

## Realizzazioni coreografiche
Nel 1947 Léonide Massine creò un balletto sulla musica del Capriccio rappresentato per la prima volta al Teatro alla Scala con scene di Nicola Benois
George Balanchine nel 1967 utilizzò la musica del Capriccio nel secondo movimento, Rubies, del suo balletto Jewels.